# Thomas Grenville
Thomas Grenville, PC (31 tháng 12 năm 1755 - 17 tháng 12 năm 1846) là chính khách người Anh và là một người ham đọc sách. Ông là con trai của Thủ tướng Anh George Grenville và cũng là anh trai của Thủ tướng Anh Lord William Wyndham Grenville và là người hưởng thọ nhiều tuổi nhất là gần 91 tuổi. Ông được bầu làm Chủ tịch Ủy ban kiểm soát vào năm 1806.

## Bối cảnh và giáo dục
Thomas Grenville, là con trai thứ hai trong gia đình Grenville sinh vào cuối năm 1755 tại Wotton Underwood, hạt Buckinghamshire, Anh. Ông là con trai của Thủ tướng Anh George Grenville và Elizabeth Grenville, con gái của Ngài William Wyndham, Tước vị thứ 3. George Nugent-Temple-Grenville, Hầu tước của Buckingham là anh trai của ông và em trai của ông là William Grenville. Ông theo học tại trường Eton.

## Chính khách Anh

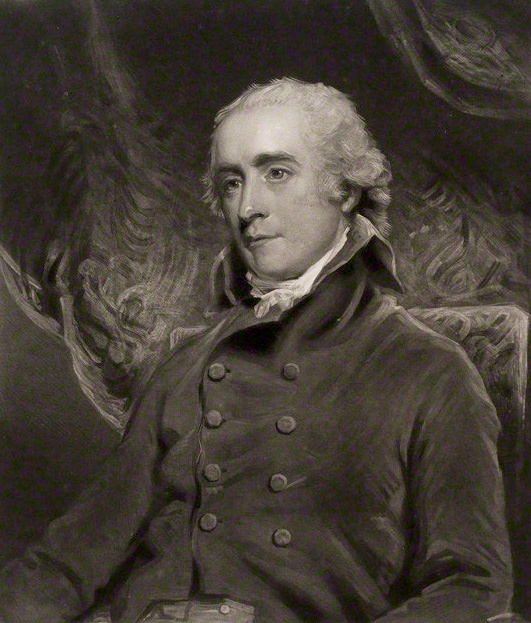
Thomas Grenville

Năm 1778, ông được ủy cờ trong vệ Coldstream và năm 1779 ông phát huy một trung úy trong trung đoàn thứ 80 của chân, nhưng từ chức với trách nhiệm của Grenville vào năm 1780.
Vào ngày 1 tháng 2 năm 1799,  Grenville và một bên đang đi trên HMS Proserpine khi cô bị đắm gần Scharhörn khỏi Elbe. Cô đã cố gắng để cung cấp Grenville và đảng của ông đến Cuxhaven, từ nơi họ sẽ tiến hành một nhiệm vụ ngoại giao để đáp ứng Friedrich Wilhelm III tại Berlin trong thời gian chiến tranh liên minh thứ hai. Proserpine đã bị mắc kẹt trong băng ở xấu đi thời tiết. Vào 1 giờ 30 sáng, ngày 02 tháng 2, tất cả 187 người trên Prosperine trái của mình và bắt đầu sáu dặm đi bộ đến đảo Neuwerk, trong thời tiết băng giá và tuyết rơi. Bảy thủy thủ, một cậu bé, bốn Royal Marines, và một người phụ nữ và con của cô chết; phần còn lại đã làm cho nó an toàn trong tháp Neuwerk. Bên ngoại giao đến Cuxhaven vào ngày 06 tháng 2 để tiếp tục đến Berlin qua Hamburg và trở về London vào ngày 23 tháng 3 năm 1799.

## Chức vụ
Năm 1806, Thomas Grenville được bầu làm Chủ tịch của Ban kiểm soát và từ chức vào năm đó. Tiếp theo ông được bàu làm Chúa đầu tiên của Hải quân cho đến khi từ chức vào năm 1807, hai chức vụ đó nhiệm kỳ của Grenville đều ngắn ngủi.

## Sáng lập thư viện
Thomas Grenville bắt đầu sưu tầm sách từ ít nhất khi mình 20 tuổi cho đến khi qua đời, ông đã tích lũy được 20.240 lượng chứa 16.000 chức danh. Bộ sưu tập đáng chú ý cho nhiều phiên bản của Homer, Aesop và Ariosto, sách du lịch đầu tiên, và cho văn học trong các ngôn ngữ Romance. khối lượng hiếm gặp bao gồm một bản sao giấy da của Kinh Thánh Gutenberg, mà Grenville mua ở Pháp năm 1817 cho 6260 francs một Thánh Vịnh Mainz và Shakespeare First Folio. Ngoài ra còn có 59 bản thảo. Grenville thích cuốn sách của ông là trong điều kiện tuyệt vời, và sẽ phải thường xuyên có sách để rửa sạch hoặc phục hồi, cũng như tìm ra các trang có liên quan để thêm vào các bản sao không đầy đủ mà ông sở hữu. Ông mượn sách rộng rãi, Barry Taylor mô tả thư viện của mình là dường như "bán công". Ông để lại thừa kế bộ sưu tập cho Bảo tàng Anh, trong đó ông đã trở thành một người được ủy thác vào năm 1830, và hiện nay chúng được đặt trong thư viện tháp của nhà vua trong Thư viện Anh.

## Cái chết
Ngày 17 tháng 12 năm 1846, Grenville qua đời ở tuổi gần 91 tại đường Piccadilly, thủ đô Luân Đôn, Vương quốc Anh. Ông không kết hôn.

## Sách tham khảo
- British Historical Facts 1760–1830, by Chris Cook and John Stevenson (The Macmillan Press 1980)
- Hepper, David J. (1994). British Warship Losses in the Age of Sail, 1650–1859. Rotherfield: Jean Boudriot. ISBN 0-948864-30-3.